# جيفري مايكل فريدمان
جيفري مايكل فريدمان (بالإنجليزية: Jeffrey M. Friedman)‏ (و. 1954  م) هو عالم وراثة، وأستاذ جامعي، من الولايات المتحدة الأمريكية، ولد في أورلاندو، فلوريدا، وهو عضوٌ في الأكاديمية الملكية السويدية للعلوم، والأكاديمية الوطنية للعلوم، والأكاديمية الأمريكية للفنون والعلوم.

## التعليم
تعلم في معهد رينسيلار للعلوم التطبيقية.

## جوائز
حصل على جوائز منها:
- Harrington Prize for Innovation in Medicine  [لغات أخرى]‏ (2016)[9]
- جائزة الملك فيصل العالمية (2013)
- جائزة ألبرت لاسكر للأبحاث الطبية الأساسية (2010)[10]
- جائزة شو (2009) [11]
- جائزة مؤسسة غيردنر العالمية (2005)
- جائزة هاينريش فيلاند [الإنجليزية]‏ (1996)
- جائزة كيو للعلوم الطبية.